# Wendell Niles
Wendell Niles (ur. 29 grudnia 1904, zm. 28 marca 1994) – amerykański spiker radiowy i telewizyjny.

## Filmografia
- 1937: Sh! The Octopus jako Dyspozytor policyjny
- 1941: Harmon of Michigan jako Spiker Wendell Niles
- 1943: The Masked Marvel jako Prezenter
- 1953: Money from Home jako Konferansjer na wyścigach
- 1956: Ponad wszelką wątpliwość jako Konferansjer

## Wyróżnienia
Posiada swoją gwiazdę na Hollywoodzkiej Alei Gwiazd.